# Lipik

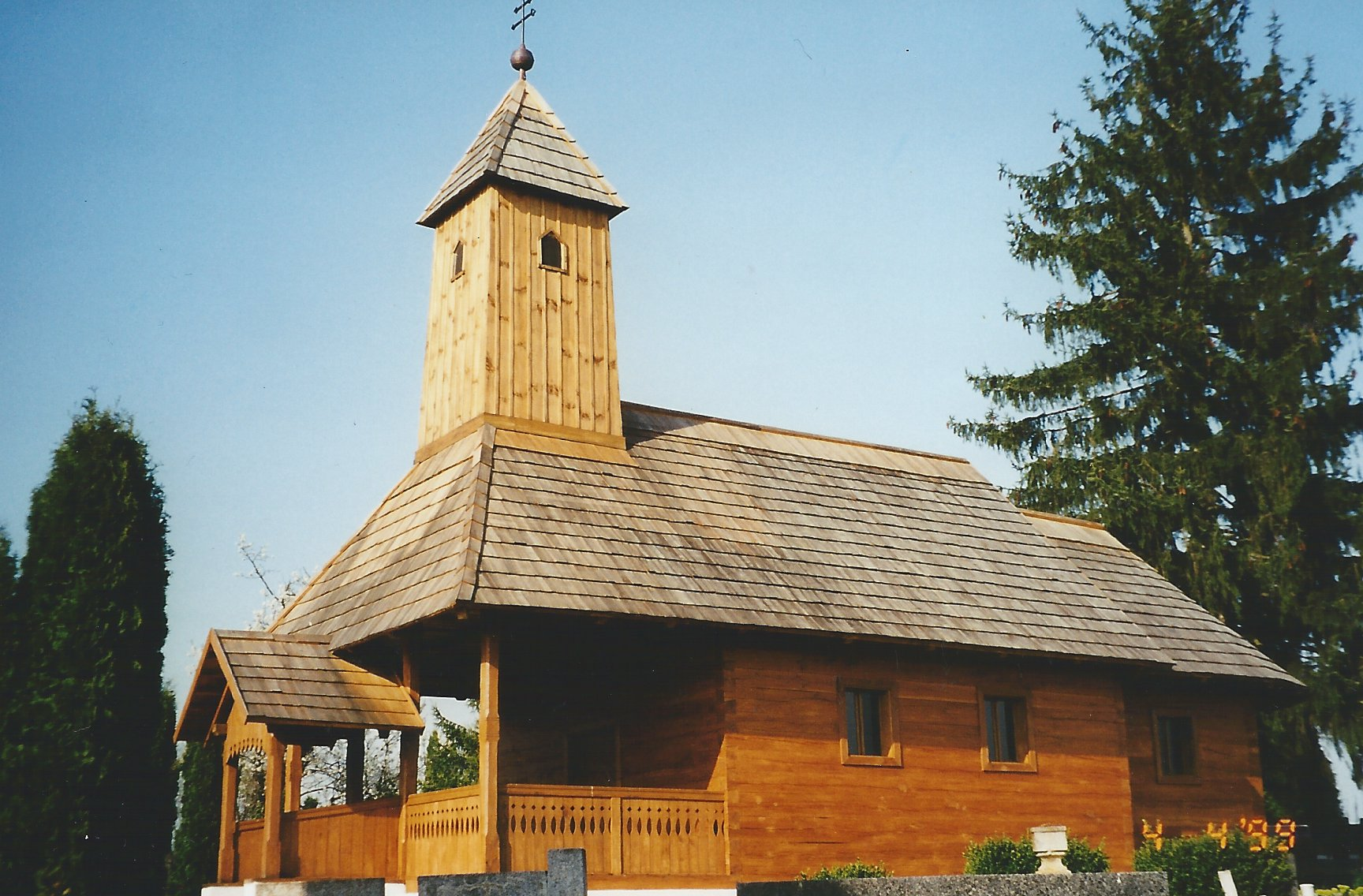
Lipik

Lipik je město v Požežsko-slavonské župě v Chorvatsku. V roce 2001 žilo ve městě 6 674 obyvatel, z nichž 96 % tvořili Chorvati.
Město je známé termálními prameny s teplotou až 60 °C. Roku 1872 byl v městě otevřen první lázeňský dům. Voda z pramenů se užívá k léčbě chorob krevního oběhu a pohybového aparátu. Pod názvem Lipički Studenac se prodává také jako minerální voda.
Sídlí zde státní hřebčín specializující se na chov lipicánů.

## Partnerská města
- Neustadt an der Aisch, Bavorsko, Německo